# Eric Anslyn
Eric V. Anslyn (* 9. Juni 1960 in Santa Monica) ist ein US-amerikanischer Chemiker (Bioorganische Chemie, Supramolekulare Chemie). Er ist Professor an der University of Texas at Austin.

## Leben
Anslyn erhielt 1982 seinen Bachelor-Abschluss an der California State University in Northridge und wurde 1987 am Caltech promoviert.
Seine Gruppe befasst sich mit molekularer Erkennung, das heißt der Synthese und Analyse künstlicher oder biologischer Rezeptoren zum Beispiel für Diole, Enolate, Kohlenwasserstoffe, Brenzcatechin,  Enantiomer-Verhältnisse. Sie ahmen dabei die natürlichen biologischen Sensoren für Geruch und Geschmack nach.
Er ist Mitglied der American Association for the Advancement of Science und war Arthur C. Cope Scholar und 1994 bis 1996 Alfred P. Sloan Research Fellow. Für 2019 wurde Anslyn der James Flack Norris Award zugesprochen, für 2020 der Centenary Prize der Royal Society of Chemistry. 2024 wurde Anslyn zum Mitglied der American Academy of Arts and Sciences gewählt. 2025 wurde er mit der Chirality Medal ausgezeichnet.

## Schriften
- mit Dennis A. Dougherty: Modern Physical Organic Chemistry, Palgrave Macmillan 2005
- mit Binghe Wang (Herausgeber): Chemosensors : principles, strategies, and applications, Wiley 2011
- mit William H. Brown, Christopher S. Foote, Brent L. Iverson: Organic Chemistry, 7. Auflage, Cengage Learning 2013
- Beitrag zu Thomas Schrader (Herausgeber): Creative Chemical Sensor Systems, Topics in Current Chemistry, Springer Verlag 2007
- Beitrag zu Ivan Stibor (Herausgeber): Anion Sensing, Topics in Current Chemistry, Springer Verlag 2005